# HD163648
HD163648 — хімічно пекулярна зоря спектрального класу
A1 й має видиму зоряну величину в смузі V приблизно 10,2.